# Liste von Chemie-Museen
Die Liste von Chemie-Museen gibt einen Überblick zu Chemie-Museen in aller Welt. Die Liste erhebt keinen Anspruch auf Vollständigkeit. Die Sortierung innerhalb der Länder erfolgt alphabetisch nach den Ortsnamen.

## Liste von Chemie-Museen

### Deutschland
- Chemie-Museum Erkner e. V.[1] in Erkner
- Liebig-Museum in Gießen
- Museum der Göttinger Chemie in Göttingen
- Wilhelm-Ostwald-Park in Großbothen
- Deutsches Chemie-Museum Merseburg[2][3] in Merseburg
- Deutsches Museum in München, Abteilung Chemie[4]

### Norwegen
- Blaufarbenwerk Modum in Modum

### Schweiz
- Chemiemuseum Basel[5] in Basel

### Vereinigtes Königreich
- Catalyst Science Discovery Centre in Widnes in North West England